# Nothing,Nowhere
Joseph Edward « Joe » Mulherin, mieux connu sous le nom de scène Nothing,Nowhere (stylisé nothing,nowhere.), est un musicien, chanteur, rappeur, auteur-compositeur et producteur américain né le 4 juin 1992 à Foxborough dans le Massachusetts.
Tous les morceaux sont produits, écrits et composés par Mulherin lui-même. Toutefois, lors de concerts, il se produit avec un groupe d'amis musiciens et interprètent ensemble sous le nom de scène nothing,nowhere. Le groupe fait la première partie des concerts de Real Friends, Tiny Moving Parts, Thrice et La Dispute lors de plusieurs tournées.

## Enfance
Mulherin grandit à Foxborough dans le Massachusetts et passe ses étés à Hyde Park dans le Vermont. Il étudie à l'école primaire Igo et au collège Ahern. Mulherin passe sa première année de lycée à la Xaverian Brothers High School, et passe la deuxième à la Foxborough High School, où il étudie la conception assistée par ordinateur.

## Carrière
En 2015, Mulherin commence à poster des morceaux sur SoundCloud sous le nom nothing,nowhere.
En juin de la même année, il publie son premier album intitulé the nothing,nowhere. LP sur Bandcamp.
Après avoir sorti deux EPs, Bummer et Who Are You, avec la participation du producteur autrichien Oilcolor, il publie son premier album destiné à la vente le 20 octobre 2017, Reaper. Le New York Times le considère comme « l'un des albums pop les plus prometteurs de l'année ». Reaper est produit avec Erik Ron et Jay Vee. Le titre « Hopes Up » est chanté par Chris Carrabba de Dashboard Confessional,, et le titre « REM » est interprété en collaboration avec le rappeur du Delaware Lil West,. Le critique musical du New York Times Jon Caramanica classe Reaper album numéro un de l'année 2017.
Le 16 février 2018, Mulherin signe chez Fueled By Ramen et publie le clip de sa chanson « Ruiner  », morceau titre de son album éponyme sorti le 13 avril 2018. En mars 2018, Mulherin annule sa tournée en raison d'une laryngite chronique et d'une hémorragie des cordes vocales, comprenant son premier concert européen à Londres.
Du 19 octobre au 9 novembre 2018, Mulherin fait une tournée en Europe.
En septembre 2019, il sort un EP, Bloodlust, en collaboration avec Travis Barker. On peut aussi retrouver un featuring avec le chanteur blackbear sur le titre Back2you.
Le 28 janvier 2020, il dévoile le titre nightmare, puis le single death le 18 avril 2020,.
Le 10 juillet 2020 sort l'album One Takes: Vol. 1 qui comprend des versions enregistrés en une seule fois de morceau déjà parus.
Les singles lights (4444), pretend et blood en collaboration avec KennyHoopla et le producteur Judge, sortent respectivement le 24 juillet, le 18 septembre et le 27 octobre,,. Le 7 décembre, Mulherin annonce son quatrième album Trauma Factory pour le 19 février 2021. Il sort le même jour le single fake friend.
Le 6 octobre 2021, le morceau Pieces of You est publié. De septembre à octobre, il est en tournée avec All Time Low et Meet Me @ The Altar.
En avril 2022, c'est le titre MEMORY_FRACTURE qui sort, juste avant sa tournée en tête d'affiche aux États-Unis avec les groupes Poorstacy (en), Carolesdaughter, Guccihighwaters et Snarls (en).
En mai 2022, il annonce des concerts au Europe pour novembre et décembre avec les groupes Guccihighwaters, Sullii et Sadeyes.
Mulherin annonce une tournée nord-américaine du 29 avril 2025 au 31 mai 2025 intitulée THE RETURN OF THE REAPER - A DECADE OF DARKNESS.

## Vie privée
Mulherin ne consomme ni alcool, ni cigarettes, ni autres drogues récréatives. Durant sa première année d'études secondaires, il devient végétalien et adhère à la culture straight edge,.
En août 2018, Mulherin annule une série de spectacles, dont une apparition au Reading & Leeds Festival en raison de ses états d'anxiété. Lors d'une entrevue accordée à The Fader en novembre 2018, Mulherin révèle qu'il souffrait d'anxiété et de crises de panique fréquentes durant son enfance et que les effets de ces troubles l'ont plongé dans un état dépressif.
Avant de composer, Mulherin est intéressé par la réalisation de films. Il étudie à l'école de cinéma du Burlington College dans l'État du Vermont. Au cours de ses années d'études, il co-créé le court-métrage Watcher qui remporte un prix au Vermont International Film Festival. En 2013, il participe à un concours organisé par Creative Mind Group lors de la 66e édition du Festival de Cannes. Il tourne, réalise et co-écrit le film One Day qui reçoit trois prix.

## Discographie

### Albums
| Titre                  | Détails                                                                                 |
| ---------------------- | --------------------------------------------------------------------------------------- |
| The Nothing,Nowhere LP | - Sortie : 30 juin 2015 - Formats : Numérique - Label : Indépendant                     |
| Reaper                 | - Sortie : 20 octobre 2017 - Formats : CD, Numérique - Label : DCD2 Records             |
| Ruiner                 | - Sortie : 13 avril 2018 - Formats : Numérique, vinyle - Label : Fueled by Ramen        |
| Trauma Factory         | - Sortie : 19 février 2021 - Formats : CD, Numérique, vinyle - Label : Fueled by Ramen  |
| Dark Magic             | - Sortie : 9 février 2024 - Formats : Numérique, vinyle - Label : Reapers Realm Records |
| Hell or Highwater      | - Sortie : 28 juin 2024 - Formats : Numérique, vinyle - Label : Reapers Realm Records   |

### EP
| Titre        | Détails                                                                                             |
| ------------ | --------------------------------------------------------------------------------------------------- |
| Bummer       | - Sortie : 22 octobre 2015 - Formats : Cassette audio, Numérique - Label : Synergy Records          |
| Who Are You? | - Sortie : 23 janvier 2016 - Formats : Cassette audio, Numérique download - Label : Synergy Records |
| Bloodlust    | - Sortie : 27 septembre 2019 - Formats : Numérique - Label : Fueled By Ramen                        |

### Clips vidéos
- « don't mind me » (2015, The nothing,nowhere. LP)
- « poor posture » (2015, The nothing,nowhere. LP)
- « i've been doing well » (2015, Bummer)
- « i'm sorry, i'm trying » (2015, sur aucun album)
- « deadbeat valentine » (2016, sur aucun album)
- « letdown » (2016, not on an album)
- « clarity in kerosene » (2017, Reaper)
- « hopes up » (featuring Dashboard Confessional) (2017, Reaper)
- « skully » (2017, Reaper)
- « REM » (2017, Reaper)
- « waster » (2018, Ruiner)
- « ruiner » (2018, Ruiner)
- « hammer » (2018, Ruiner)
- « rejecter » (2018, Ruiner)
- « dread » (2018, sur aucun album)
- « destruction » (2019, bloodlust)
- « nightmare » (2020, Trauma Factory)
- « death » (2020, Trauma Factory)
- « lights (4444) » (2020, Trauma Factory)
- « pretend » (2020, Trauma Factory)
- « blood » (featuring KennyHoopla) (2020, Trauma Factory)
- « fake friend » (2021, Trauma Factory)
- « upside down » (2021, Trauma Factory)
- « pieces of you » (2021, sur aucun album)

### Collaborations
- 2016 : Back 2 Normal (Mikey The Magician)
- 2017 : Bad Luck (Fats'e)
- 2017 : Little Brain (MISOGI)
- 2018 : All Is Lost (Getter)
- 2019 : Lostboy (MISOGI)
- 2020 : Pyreflies (MISOGI)
- 2020 : No Angel (Oliver Francis)
- 2021 : rock bottom (Guccihighwaters)
- 2021 : Catching Fire (Sum 41)
- 2021 : deathwish (Stand Atlantic)
- 2021 : Losing Patience (Illenium)
- 2021 : hidden (Sullii)
- 2021 : Universe (Scarypoolparty)
- 2022 : i'm not okay (SadEyes)
- 2022 : Live Like This (Silverstein)